# Radioactive (песня Риты Ора)
«Radioactive» — песня британской певицы Риты Ора, из её дебютного альбома ORA. Авторами песни выступили певица Сиэ и Грэг Керстэйн. «Radioactive» является танцевальной композицией с влиянием электронной музыки и R&B.

## О песне
В июле 2012 года Рита объявила, что «Radioactive» будет выпущен в качестве третьего сингла с альбома «ORA» в США. В ноябре 2012 года, было объявлено, что песня будет издана в качестве четвёртого сингла в Великобритании. Обложка песни была показана 9 января 2013 года, на ней Рита предстает на фиолетовом фоне со звездами.
Трек появился на австралийском радио через четыре недели после релиза сингла «Shine Ya Light». Трек достиг 79 места в австралийском радио чарте.

## Музыкальное видео
Музыкальный клип вышел на YouTube 10 декабря 2012 года, режиссёром клипа выступил Syndrome, клип длится четыре минуты двадцать две секунды. Музыкальное видео содержит много компьютерной графики и футуристических костюмов.18 декабря 2012 года, было выложено видео со съемок клипа.

## Список композиций
| №  | Название                             | Длительность |
| -- | ------------------------------------ | ------------ |
| 1. | «Radioactive»                        | 4:11         |
| 2. | «Radioactive» (Zed Bias Remix)       | 6:16         |
| 3. | «Radioactive» (Waze & Odyssey Remix) | 6:44         |
| 4. | «Radioactive» (The Flexican Remix)   | 5:08         |
| 5. | «Radioactive» (Baggi Begovic Remix)  | 5:46         |
| 6. | «Radioactive» (Lucien Foort Remix)   | 6:22         |

## Чарты
| Чарт (2013)                     | Высшая позиция |
| ------------------------------- | -------------- |
| Австралия (ARIA)                | 23             |
| Ирландия (IRMA)                 | 30             |
| Словакия (Rádio — Top 100)      | 45             |
| Великобритания (OCC UK Singles) | 7              |
| Шотландия (OCC Scotland)        | 12             |